# Casa Luca de Tena
 (mai 2023).
La Casa Luca de Tena est un édifice de Séville, en Andalousie. Réalisée par l'architecte espagnol Anibal González, sa construction s'est achevée en 1926. La bâtisse figure dans le Catalogue Général du Patrimoine Historique Andalou.

## Description
Le bâtiment se trouve avenue de la Palmera, à Séville. Bâti entre 1923 et 1926, dans un style régionaliste, l'architecte responsable était Anibal González. Il a été construit pour le journaliste et chef d'entreprise Torcuato Luca de Tena y Álvarez-Ossorio.
La façade principale est la plus spectaculaire : donnant sur l'avenue, elle possède au premier étage une loggia (ou portique) composée de briques reposant sur des colonnes de marbre, alternant avec des carreaux de faience bleue à motifs.
Le salon possède de beaux azulejos à motifs néo-Renaissance, un plafond à caissons de style mozarabe et une fontaine ornementale dans le mur ouest.
À l'intérieur, un escalier en colimaçon en fer forgé permet l'accès à la terrasse. L'ornementation des jardins a été conservée.
L'édifice a été inscrit dans le Catalogue Général du Patrimoine Historique Andalou le 12 décembre 1996,.

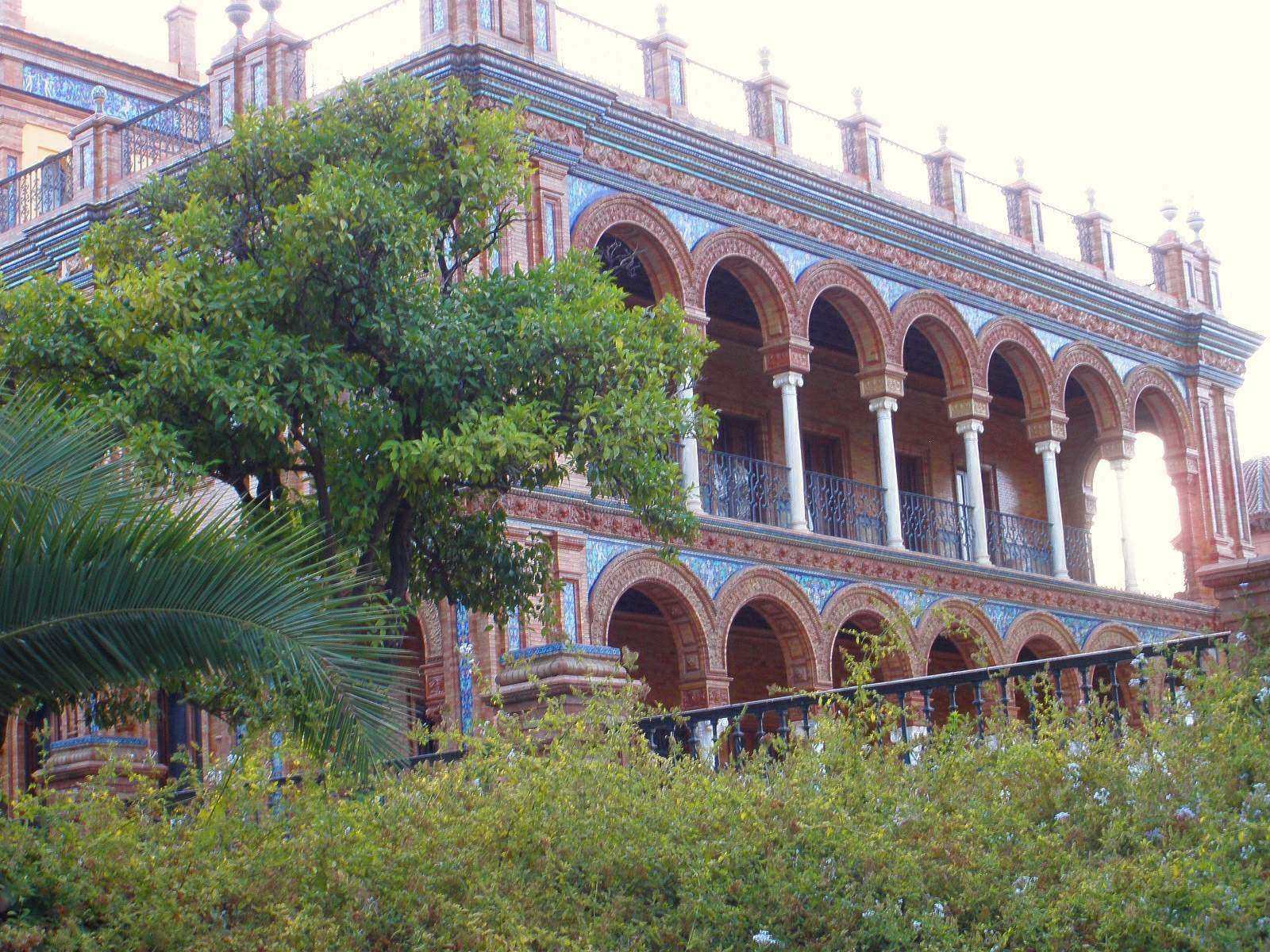
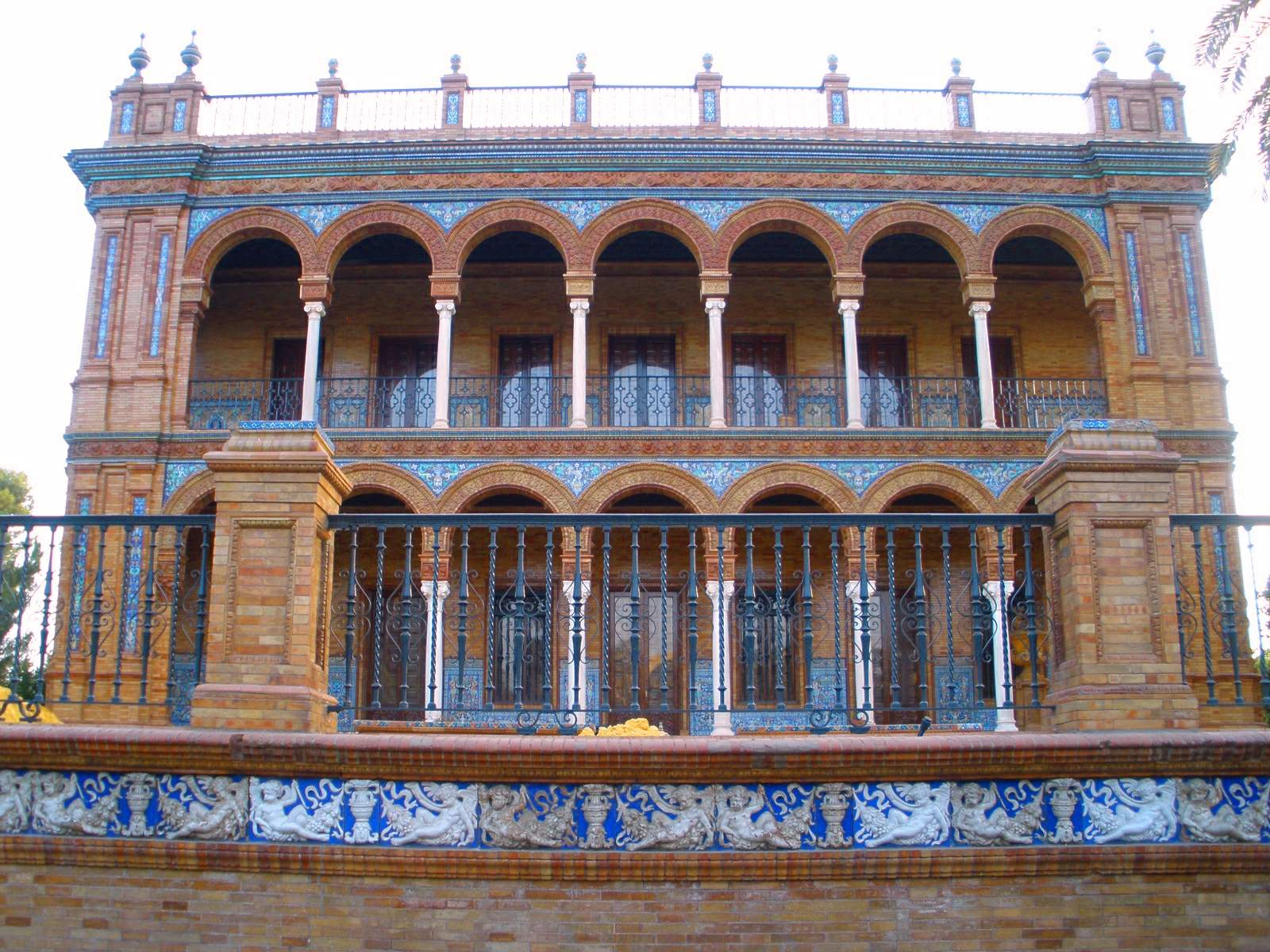
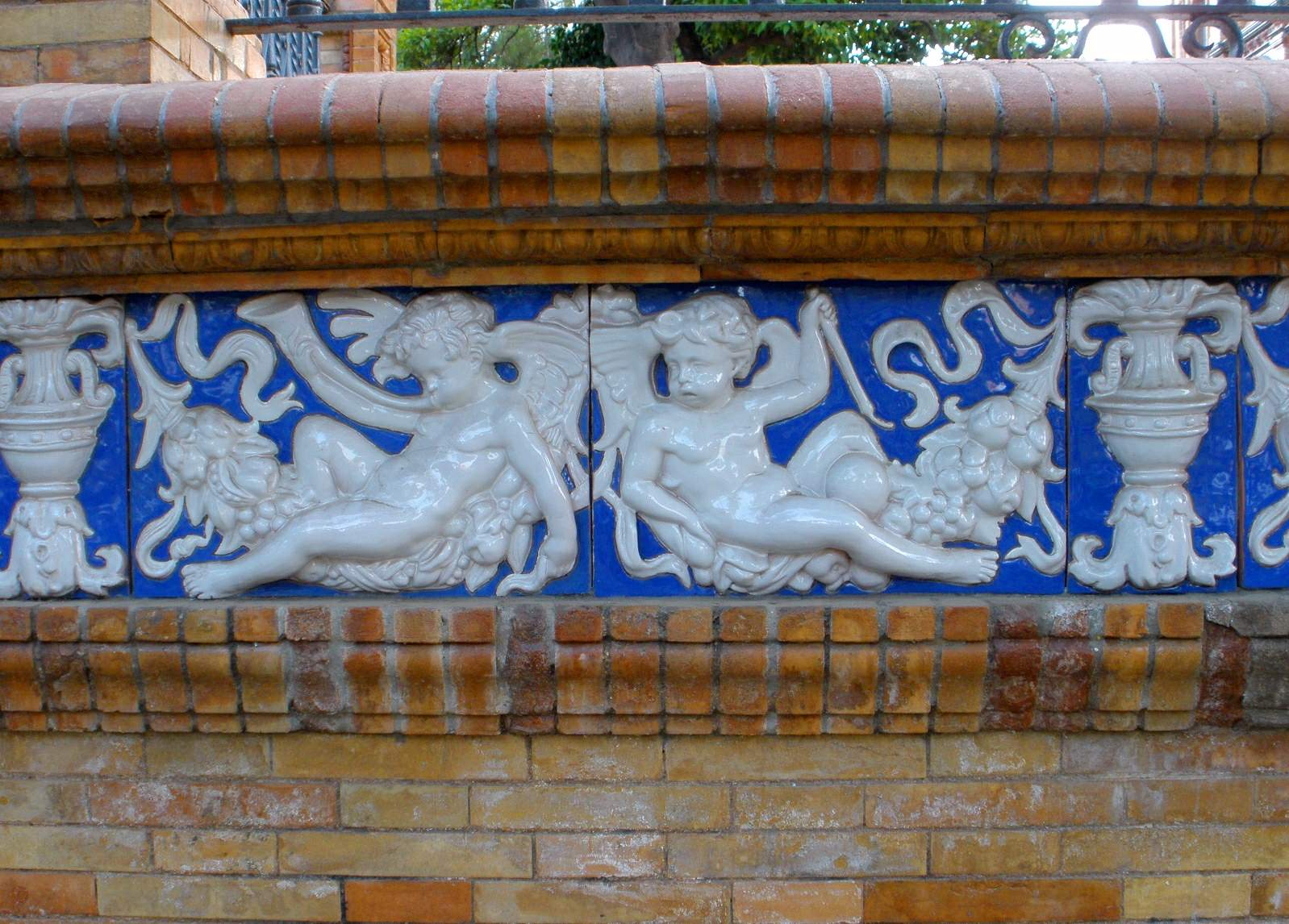
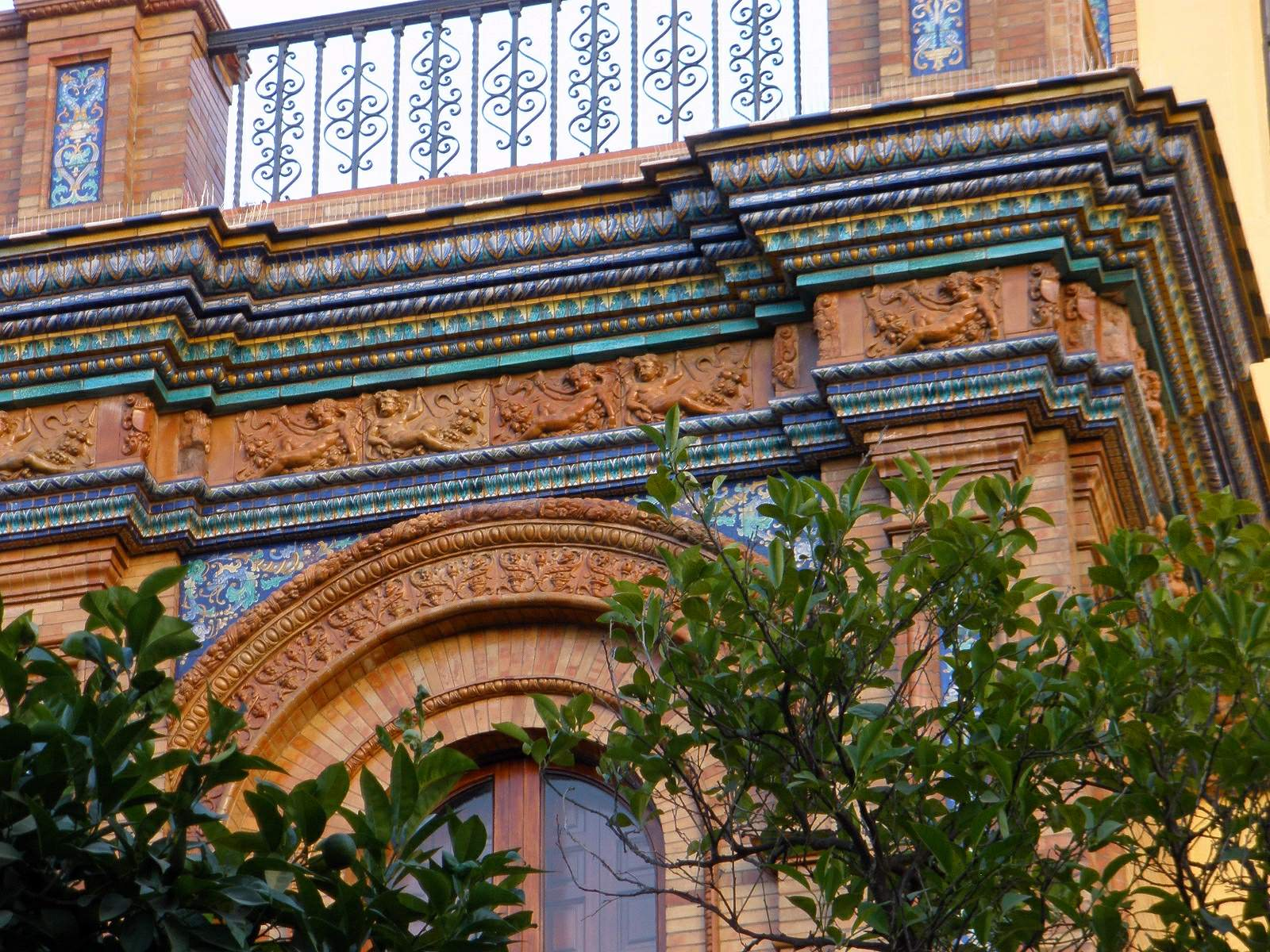
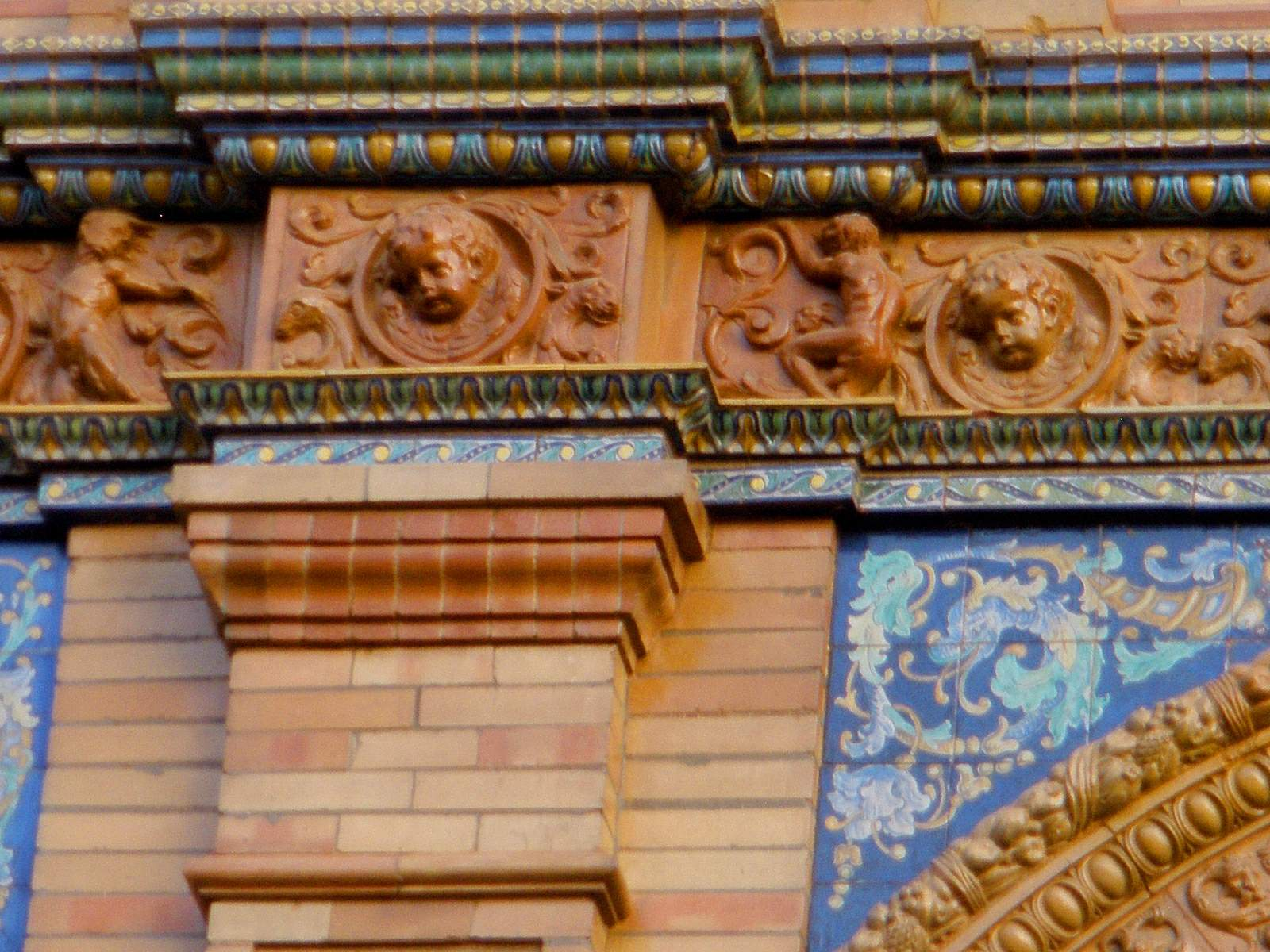